# Benny Powell
Benny Powell (1. března 1930 New Orleans, Louisiana, USA – 26. června 2010 New York City, New York, USA) byl americký jazzový pozounista. Profesionálním hudebníkem byl od čtrnácti let, od osmnácti pak hrál v kapele Lionela Hamptona. V letech 1951–1963 hrál v orchestru Count Basieho. Roku 1966 se stal členem orchestru Thada Jonese a Mela Lewise, kde hrál do roku 1970. Toho roku přesídlil do Los Angeles, kde pracoval jako studiový hudebník. Během své kariéry spolupracoval mimo jiné s Donaldem Byrdem, Herbie Mannem nebo Randy Westonem.